# Moje ségra má prima bráchu
Moje ségra má prima bráchu (v originále The Skeleton Twins) je americký hraný film, který režíroval Craig Johnson. Film měl premiéru na filmovém festivalu Sundance dne 18. ledna 2014.

## Děj
Maggie a Milo jsou dvojčata, která se již několik let neviděla. Oba procházejí krizí, Milo je bez partnera, Maggie je nespokojená v manželství.

## Obsazení
| Kristen Wiigová | Maggie |
| Bill Hader      | Maggie |
| Luke Wilson     | Lance  |
| Ty Burrell      | Rich   |
| Boyd Holbrook   | Billy  |
| Joanna Gleason  | Judy   |
| Paul Castro Jr. | Eric   |